# 马莱尼奥
马莱尼奥（義大利語：Malegno），是意大利布雷西亚省的一个市镇。总面积6平方公里，人口2096人，人口密度349.3人/平方公里（2009年）。国家统计（ISTAT）代码为017100。